# Dörlesberg
Dörlesberg ist eine Ortschaft oberhalb des Taubertales und gehört zur Stadt Wertheim im Main-Tauber-Kreis in Baden-Württemberg. Derzeit zählt sie 792 Einwohner.

## Geographie

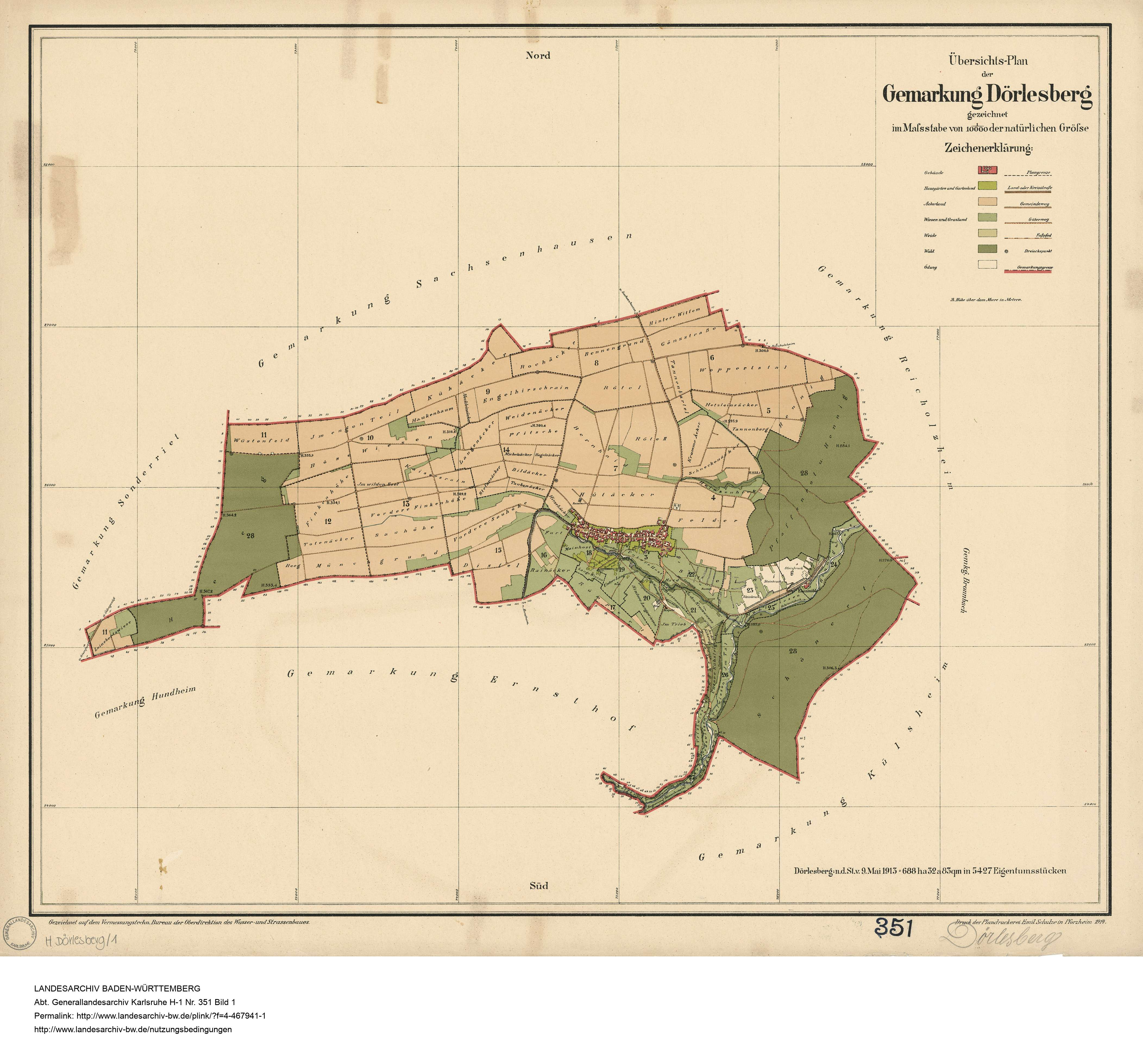
Gemarkung von Dörlesberg, 1914

Auf der Gemarkung der ehemaligen Gemeinde Dörlesberg liegen das Dorf Dörlesberg (⊙), das Gehöft Ernsthof (⊙) und die Wohnplätze Ernsthofsiedlung (⊙) und Ebenmühle (⊙).

## Geschichte
Die Entstehung Dörlesbergs geht bis in die Zeit der Kelten zurück. Doch im Laufe der Geschichte wurde der Name des Ortes häufig geändert: Urkundlich wurde er erstmals 1151 als Dorlispur erwähnt, später als Dorlich, Törlesberg, Torlichespur, Dorlisbur, Turlichesbur und Torlinsburc.
Von 1553 bis 1612 war die Bevölkerung vollständig zum protestantischen Glauben übergetreten, bis 1674 jedoch vom nahen Kloster Bronnbach, bei dem das Patronatsrecht über Kirche und Pfarrei Dörlesberg lag, rekatholisiert worden. Heute ist sie mit 78 % überwiegend römisch-katholisch.
Während die Gemeinde lange Zeit stark auf die Landwirtschaft ausgerichtet war, wurde auch sie von der Industrialisierung beeinflusst. Heute sind die meisten Einwohner des Dorfes in der Industrie der nahen Kernstadt oder in einem der örtlichen Betriebe beschäftigt. Seit der Eingliederung in die Stadt Wertheim, die am 1. Dezember 1972 erfolgte, wurden viele bautechnische und infrastrukturelle Maßnahmen getroffen, welche für das Dorf zukunftsweisend waren. So wurden mehrere Neubaugebiete und ein Gewerbegebiet ausgewiesen. Heute legt man im Rahmen einer Fördermaßnahme besonderen Wert auf die Sanierung von Gebäuden innerhalb einer Kernzone im Altort. Mit der Maßnahme „Flächen gewinnen durch Innenentwicklung“ konnten bereits einige Anwesen mit steuerlicher Förderung bedacht werden.

## Politik
Ortsvorsteher ist seit 2024 Bernd Geißler (CDU). Er folgte auf Udo Schlachter (ebenfalls CDU), der das Amt 20 Jahre lang innehatte und nicht mehr zur Wahl angetreten war. Als Vorsitzender des vierköpfigen Ortschaftsrats vertritt der Ortsvorsteher die Interessen Dörlesbergs im Gemeinderat von Wertheim.

## Wirtschaft und Infrastruktur

### Solarparks
Auf der Kreismülldeponie in Dörlesberg besteht seit 2009 eine 0,88 ha große Photovoltaik-Freiflächenanlage mit 561 KWp Leistung. Eine weitere Photovoltaik-Freiflächenanlage in Dörlesberg, der Solarpark Ernsthof, ist Teil einer größeren Anlage namens Tauberlandpark. Diese bringt seit ihrer Inbetriebnahme auf einer Fläche von rund 85 ha etwa 35 MWp Leistung und galt zeitweise als der größte Solarpark Deutschlands und einer der größten weltweit. Mit zahlreichen Privatanlagen auf den Dächern der Ortschaft wird das Engagement im Rahmen der erneuerbaren Energien abgerundet.